# Steffen Haas
Steffen Haas (ur. 18 marca 1988 w Karlsruhe) – niemiecki piłkarz grający na pozycji pomocnika w klubie FC-Astoria Walldorf.
W 2. Bundeslidze rozegrał 31 spotkań i zdobył 1 bramkę.